# Луиза фон Хесен-Дармщат (1757 – 1830)
Луиза фон Хесен-Дармщат (на немски: Luise von Hessen-Darmstadt; * 30 януари 1757, Берлин; † 14 февруари 1830, Ваймар) е принцеса от Хесен-Дармщат и чрез женитба херцогиня и от 1815 г. велика херцогиня на Саксония-Ваймар-Айзенах.

## Живот
Тя е най-малката дъщеря на Лудвиг IX (1719 – 1790), ландграф на Хесен-Дармщат, и съпругата му „великата ландграфиня“ Хенриета Каролина (1721 – 1774), най-възрастната дъщеря на Кристиан III, херцог и пфалцграф на Цвайбрюкен и Биркенфелд. По-малка сестра е на Фредерика Луиза (1751 – 1805), кралица на Прусия, съпруга на крал Фридрих Вилхелм II, и на Вилхелмина Луиза (1755 – 1776), омъжена за великия княз Павел Петрович.
Луиза се омъжва на 3 октомври 1775 г. в Карлсруе за Карл Август фон Саксония-Ваймар-Айзенах (1757 – 1828), от 1758 г. херцог и от 1815 г. велик херцог на Саксония-Ваймар-Айзенах. През 1804 г. техният син, наследственият принц Карл Фридрих, се жени за руската велика княгиня Мария Павловна, дъщеря на убития през 1801 г. цар Павел I и сестра на последника му Александър I.
Карл Аугуст е издигнат на Виенския конгрес през 1815 г. на велик херцог.
Луиза умира на 73-годишна възраст във Ваймар.

## Деца
- Луиза (1779 – 1784)
- дъщеря (*/† 1781)
- Карл Фридрих (1783 – 1863) от 1828 г. велик херцог на Саксония-Ваймар-Айзенах
- син (*/† 1785)
- Каролина Луиза (1786 – 1816), омъжена 1810 за принц Фридрих Лудвиг фон Мекленбург-Шверин (1778 – 1819)
- син (*/† 1789)
- Карл Бернхард (1792 – 1862)